# École supérieure de commerce de Marrakech
L’École supérieure de commerce de Marrakech, ou Sup de Co Marrakech, est une école supérieure de commerce marocaine.

## Les programmes
Ecole supérieure de commerce accessible après l'obtention du baccalauréat.
Un premier parcours en 3 ans avec enseignement du management fondamental en tronc commun, puis une option de spécialisation en 2 ans pour atteindre un grade de master.
Trois filières : 
- Marketing & Commerce international
- Gestion Finance 
- Management des ressources humaines
Possibilité d'une double diplomation, grâce à un partenariat avec Sup de Co Grenoble, Sup de Co Toulouse et l'ISCID de Dunkerque.
2 masters of science : 
- Master of science en audit :  conseil et finance
- Master of science en management des activités de services
Master spécialisé en marketing des services:  niveau Bac+6, délivré par Grenoble Ecole de Management

## Junior-Entreprise
Marketing Méditerranée Maroc est le fruit d'un partenariat entre Marketing Méditerranée, la Junior-Entreprise d'Euromed Marseille école de management, et la Junior-Entreprise de l'ESC Marrakech. Cet accord permet à la fois à des entreprises françaises mais également marocaines de pouvoir disposer de structures performantes et particulièrement réactives dans les deux pays. Marketing Méditerranée Maroc propose ainsi ses services dans les domaines de la communication, du marketing, de la finance, de l’audit et de la stratégie.
- Official Blog  EXStudent of Sup de Co Marrakech
- Site de La Vie Eco sur l'enseignement supérieur